# Giovanni Salviucci
Giovanni Salviucci (Roma, 26 ottobre 1907 – Roma, 4 settembre 1937) è stato un compositore e critico musicale italiano.

## Biografia
Nato a Roma nel 1907, fu allievo di Ottorino Respighi al Conservatorio di Santa Cecilia, e Alfredo Casella lo introdusse al linguaggio contemporaneo e neoclassico. Morì a soli 29 anni per un arresto cardiocircolatorio.
La moglie Ida Parpagliolo (1904-1994) è stata una stimata didatta di pianoforte. Il 19 gennaio del 1937 nasce dalla loro unione Giovanna Marini, che diverrà in seguito una ricercatrice etnomusicale e folklorista italiana di grande significato nel panorama musicale nazionale.
È stato uno dei più interessanti compositori italiani fra le due guerre mondiali: il suo stile è nobile, ispirato alla migliore tradizione polifonica italiana e alle tendenze europee contemporanee, e si caratterizza per le abili costruzioni contrappuntistiche.

## Opere
- 1932 Sinfonia italiana
- 1933 Sinfonia da camera per diciassette strumenti
- 1935 Introduzione, passacaglia e finale
- 1936 Alcesti
- 1937 Serenata per nove strumenti[5]